# Лајон (река)
Лајон (фр. Layon) је река у Француској. Дуга је 90 km. Улива се у Лоару. 